# 白令戈夫斯基
白令戈夫斯基（羅馬化：Beringovskiy）是俄罗斯楚科奇自治区的市级镇，为该自治区阿纳德尔区两座市级镇中规模较小的一座。地处楚科奇自治区东南部，位于白令海内的阿纳德尔湾沿岸，在区行政中心及自治区首府阿纳德尔东南方，设有同名机场。该镇也是位于东半球的俄罗斯定居点中最东端的一座。
以探险家维图斯·白令命名。该镇曾是白令戈夫斯基区的行政中心；2011年，该区并入阿纳德尔区。2022年人口有801人；2010年人口1,401；2002年人口1,998；1989年人口3,044。